# Mihajlo Stanković
Mihajlo Stanković (Novi Sad, 5 giugno 1993) è un pallavolista serbo, schiacciatore del Prometej.

## Carriera

### Club
La carriera di Mihajlo Stanković inizia nella stagione 2009-10 quando entra nel club del Vojvodina, militante nella Superliga serba e con cui conquista tre Coppe di Serbia e una Challenge Cup.
Nella stagione 2015-16 passa allo Skra Bełchatów, nella Polska Liga Siatkówki polacca, mentre in quella successiva si accasa per due annate alla squadra turca del Maliye Piyango, in Efeler Ligi, dove resta anche nel campionato 2018-19, ma con la maglia dell'Afyon. Nel campionato 2019-20 è di scena nella Ligue A francese, indossando la casacca del Montpellier, mentre nel campionato seguente gioca in Romania, disimpegnandosi in Divizia A1 con l'Arcada Galați, con cui conquista lo scudetto.
Dopo un'annata lontano dai campi, nella stagione 2022-23 viene ingaggiato dallo Jiangsu, nella Chinese Volleyball Super League; conclusi gli impegni in Cina, si accasa in Turchia per disputare la seconda parte dell'annata con il Develi, in Efeler Ligi. Nella stagione seguente passa alla formazione ucraina del Prometej, in Superliha.

### Nazionale
Fa parte delle nazionali giovanili serbe, vincendo la medaglia d'oro al campionato europeo Under-19 2011 e al campionato mondiale Under-19 2011 e un argento al campionato mondiale Under-23 2013. 
Nel 2015 ottiene le prime convocazioni nella nazionale maggiore.

## Palmarès

### Club
- Campionato rumeno: 1

2020-21
- Coppa di Serbia: 3

2009-10, 2011-12, 2014-15
- Coppa di Polonia: 7

2015-16
- Challenge Cup: 1

2014-15

### Nazionale (competizioni minori)
- Campionato europeo Under-19 2011
- Campionato mondiale Under-19 2011
- Campionato mondiale Under-23 2013